# Anne-Nicole Voullemier
Anne-Nicole Voullemier est une artiste peintre et une miniaturiste française née le 4 juillet 1792 à Ampilly-le-Sec et morte le 4 novembre 1882 à Paris.

## Biographie
Née à Ampilly-le-Sec le 4 juillet 1792, Anne Nicole Voullemier est la fille de François Voullemier, marchand demeurant alors à Châtillon-sur-Seine et de son épouse Marie Meulder.
Elle expose au Salon de Paris à partir de 1819 et jusqu'en 1850.
Élève de Jean-Baptiste Regnault et de Louis-François Aubry, elle peint principalement des miniatures.
Elle obtient une médaille de 3e classe en 1835, et une de seconde classe en 1845. 
Le directeur des musées royaux lui accorde, au nom du roi, une médaille en or.
Touchée par la fine beauté d'un de ses ouvrages, Pauline de Flaugergues lui dédie un poème
.
Elle compte parmi ses élèves Stéphanie Aubert.
Anne-Nicole Voullemier meurt le 4 novembre 1882 à son domicile parisien de la rue de Sèvres. Elle est inhumée le 6 novembre au cimetière du Montparnasse.

## Œuvre

### Collections institutionnelles
- Portrait de Rupérou, 1844, huile sur toile, musée d'Art et d'Histoire de Saint-Brieuc[6];
- Jeune femme en buste portant une robe verte, vers 1845, miniature, aquarelle et gouache sur ivoire, musée des Beaux-Arts de Caen[7]
- Portrait de Henrion de Pansey, 1846, huile sur toile, Bar-le-Duc, musée Barrois[8];
- Jean-Jacques Rousseau travaillant à son herbier, non daté, aquarelle, Montmorency, musée Jean-Jacques-Rousseau[9];

### Galerie

Sélection d'œuvres d'Anne-Nicole Voullemier
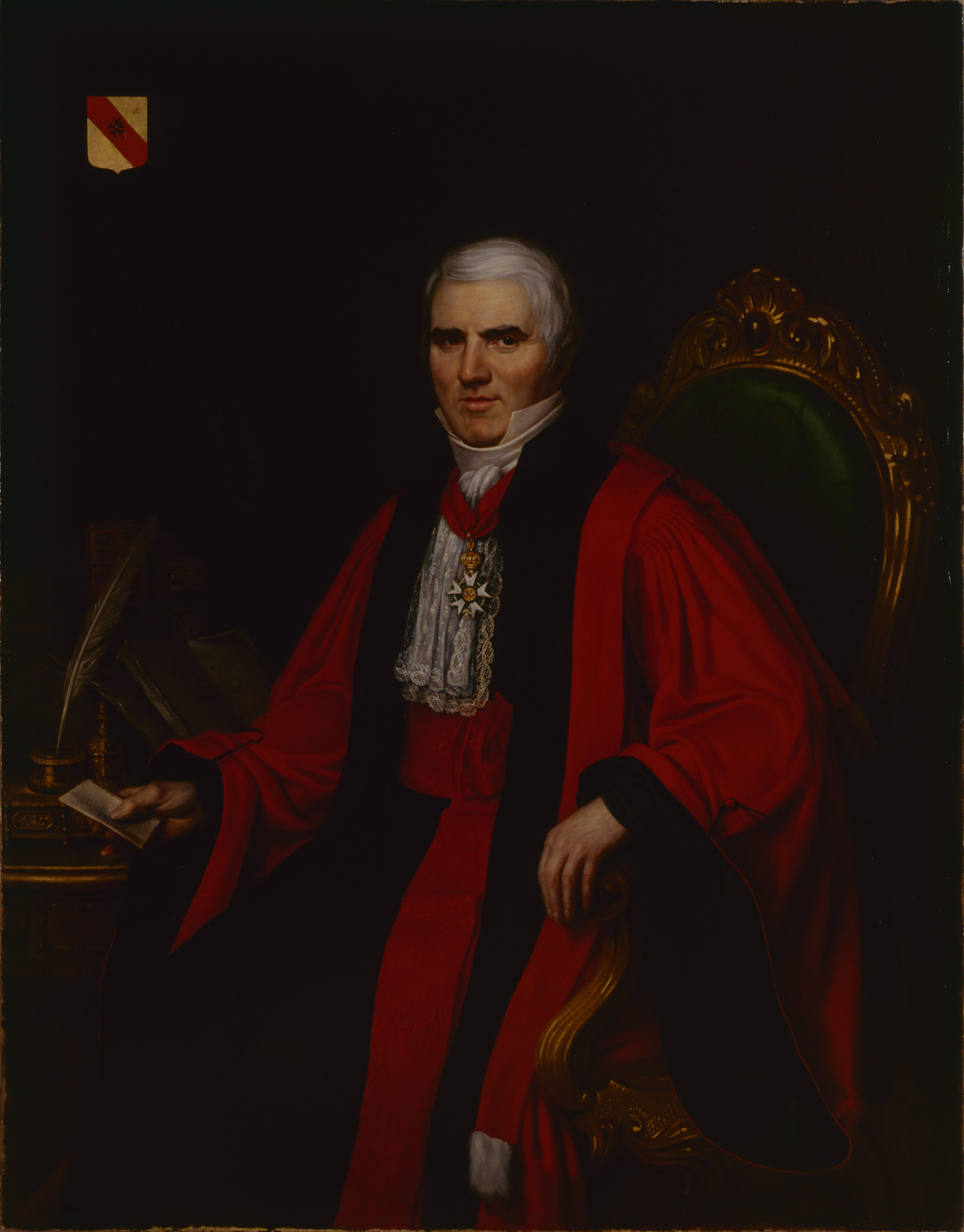
Portrait de Rupérou, 1844, huile sur toile (musée d'Art et d'Histoire de Saint-Brieuc).
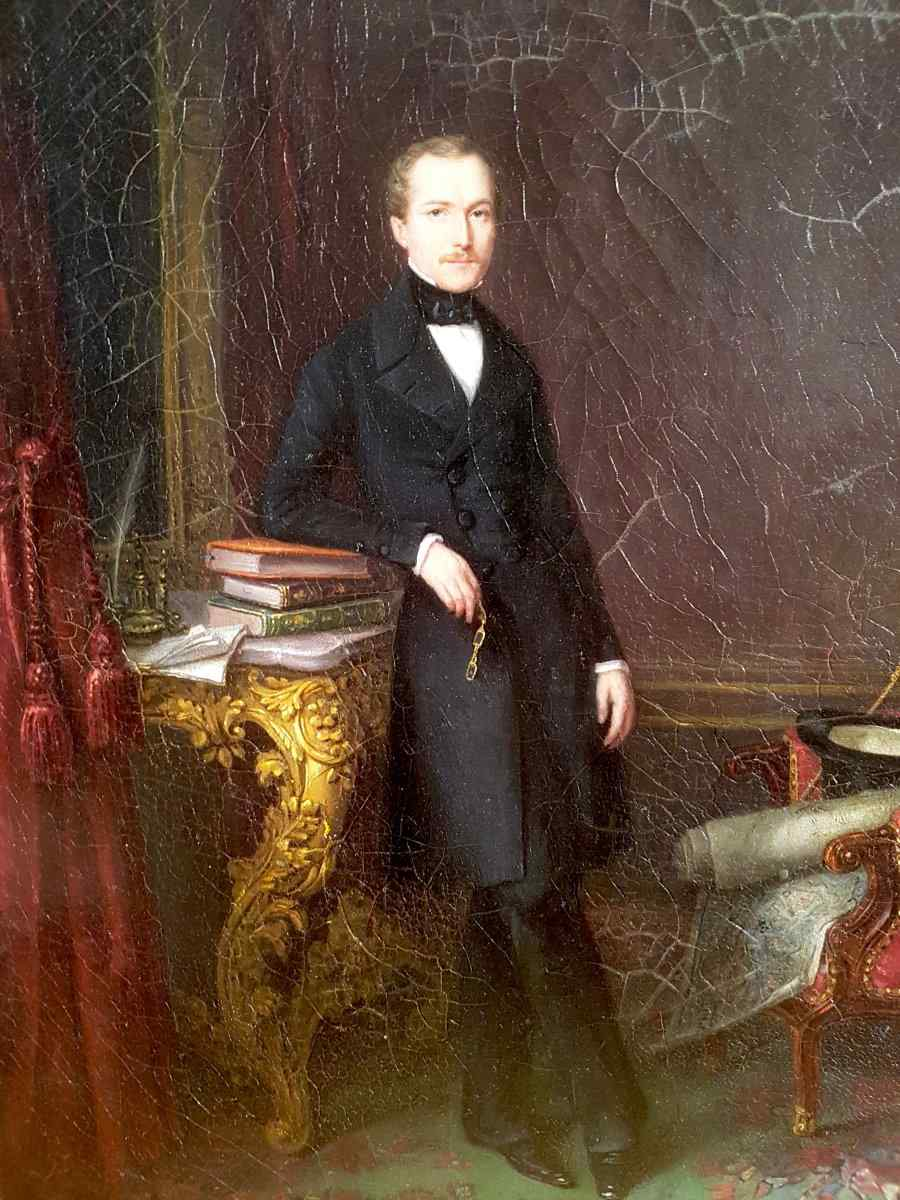
Portrait d'Henri Goffart, 1847, huile sur toile, localisation inconnue.
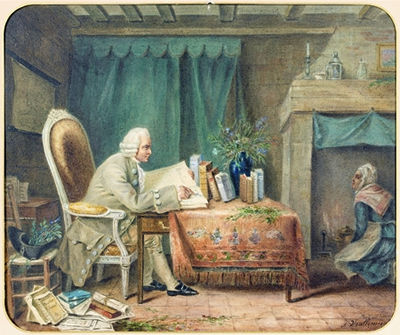
Jean-Jacques Rousseau travaillant à son herbier, aquarelle (Montmorency, musée Jean-Jacques-Rousseau)
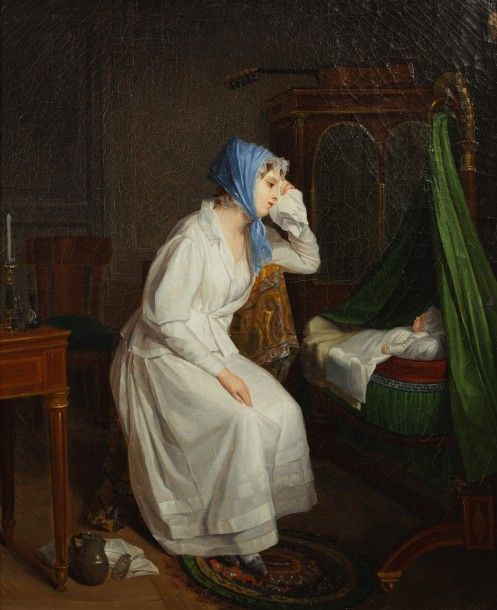
Jeune mère regardant son bébé dormant dans son berceau, huile sur toile, localisation inconnue
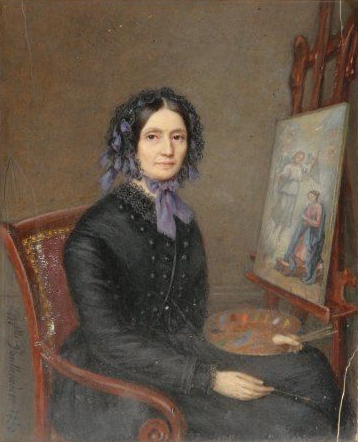
Portrait de femme assise devant son chevalet tenant une palette et des pinceaux, grande miniature sur ivoire, localisation inconnue.
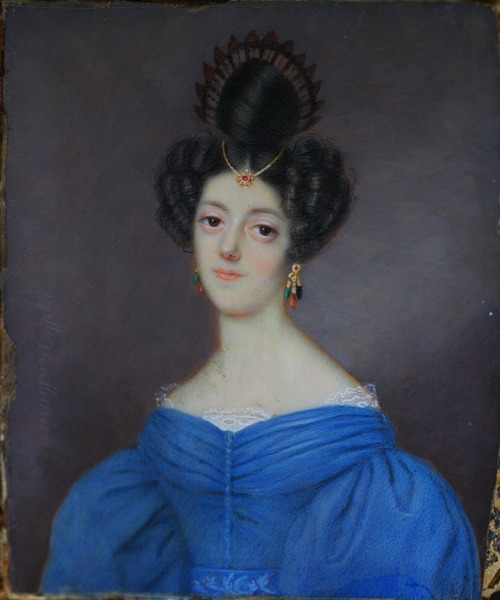
Portrait de Mlle Agathe Rousseau de Pantigny, miniature sur ivoire, années 1820, localisation inconnue.
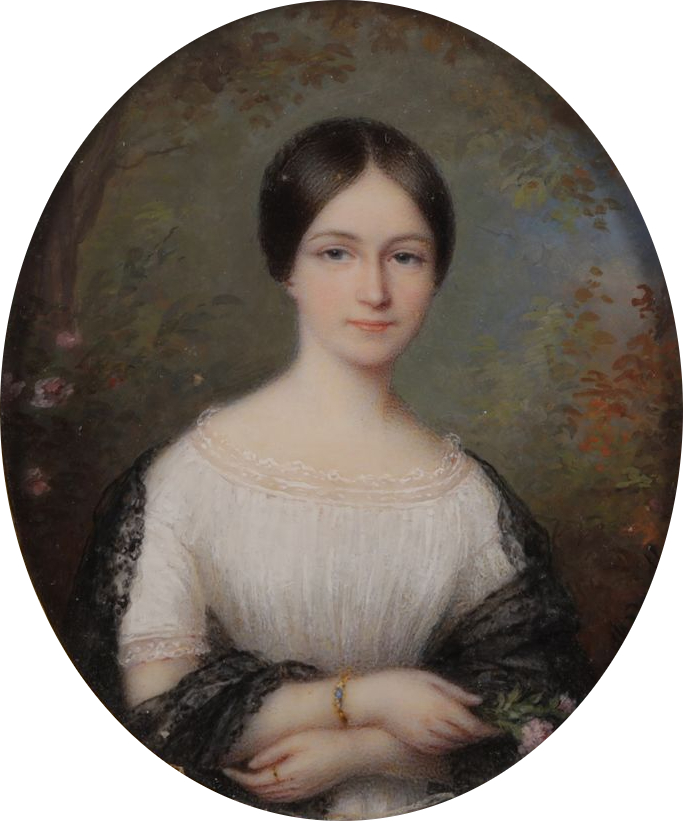
Portrait de femme, miniature sur ivoire, localisation inconnue.